# Llavi (artròpodes)

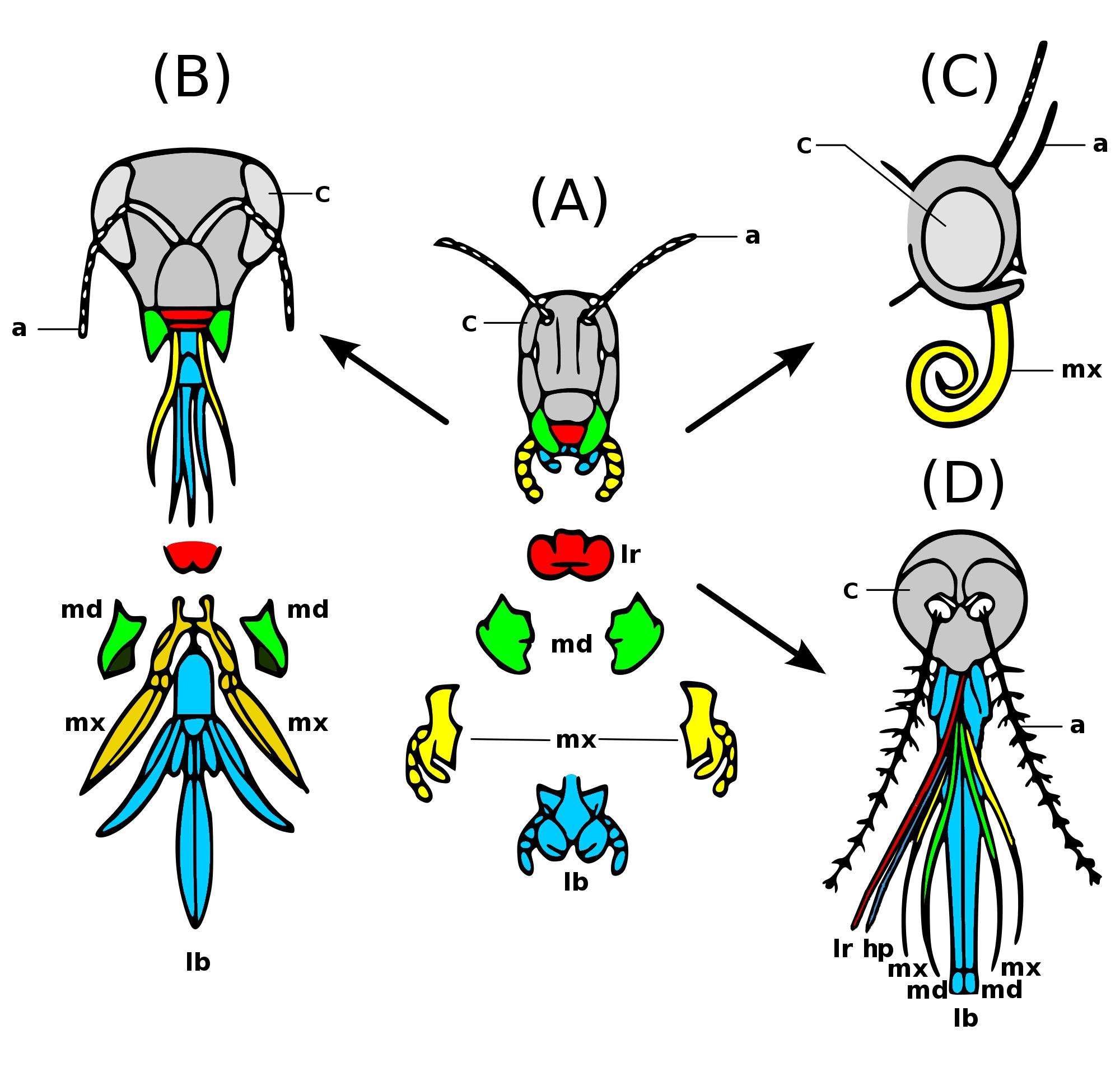
Llavi en color blau.

El llavi, llavi inferior o labium és la més posterior de les peces bucals dels insectes i d'alguns miriàpodes (símfils). Se situa darrere les maxil·les i representa el terra de la boca. Usualment, du un parell de petits apèndixs denominats palps labials.
El llavi és una peça imparella resultat de la fusió de dos apèndixs, el segon parell de maxil·les. Comprèn les següents parts:
- Mentum. Part basal que connecta el llavi amb la càpsula cefàlica.
- Hipofaringe. Part dorsal.
- Paragloses. Part apical.
- Palps labials. Projeccions laterals formades per diversos artells.